# كسوف الشمس 5 نوفمبر 2059
سيحدث كسوف حلقي للشمس في 5 نوفمبر 2059. يحدث كسوف الشمس عندما يمر القمر بين الأرض والشمس ، وبالتالي يحجب صورة الشمس كليًا أو جزئيًا عن مشاهد على الأرض. يحدث الكسوف الحلقي للشمس عندما يكون القطر الظاهر للقمر أصغر من قطر الشمس ، مما يحجب معظم ضوء الشمس ويتسبب في ظهور الشمس كحلقة . يظهر الخسوف الحلقي على شكل كسوف جزئي فوق منطقة من الأرض يبلغ عرضها آلاف الكيلومترات. ستغطي الشمس 94٪ في كسوف حلقي معتدل ، يستمر 7 دقائق بالضبط ويغطي مسارًا عريضًا يصل عرضه إلى 238 كم.

## الخسوفات ذات الصلة

### كسوف الشمس 2059-2061
هذا الكسوف هو جزء من سلسلة كسوف الشمس 2059-2061. يتكرر الكسوف في كل 177 يومًا تقريبًا و 4 ساعات ي العقد المتناوبة من مدار القمر.
| 119 | مايو 22, 2058 جزئي             | 124 | نوفمبر 16, 2058 جزئي |
| 129 | مايو 11, 2059 [الإنجليزية] كلي | 134 | نوفمبر 5, 2059 حلقي  |
| 139 | أبريل 30, 2060 كلي             | 144 | أكتوبر 24, 2060 حلقي |
| 149 | أبريل 20, 2061 كلي             | 154 | أكتوبر 13, 2061 حلقي |

### ساروس 134
وهي جزء من دورة ساروس 134 وتتكرر كل 18 سنة و 11 يوماً وتحتوي على 71 حدثاً.
- بدأت السلسلة بكسوف جزئي للشمس في 22 يونيو 1248.
- وهي تحتوي على كسوف كلي من 9 أكتوبر 1428 حتى 24 ديسمبر 1554
- وخسوفًا هجينًا من 3 يناير 1573 حتى 27 يونيو 1843
- وخسوفًا حلقيًا من 8 يوليو 1861 حتى 21 مايو 2384.
- تنتهي السلسلة عند العضو 71 ككسوف جزئي في 6 أغسطس 2510.

كانت أطول مدة الكلية هي دقيقة واحدة و 30 ثانية في 9 أكتوبر 1428. تحدث جميع الكسوفات في هذه السلسلة عند العقدة الهابطة للقمر.
| أعضاء السلسلة 32-48 تحدث بين 1801 و 2100: | أعضاء السلسلة 32-48 تحدث بين 1801 و 2100: | أعضاء السلسلة 32-48 تحدث بين 1801 و 2100: |
| 32                                        | 33                                        | 34                                        |
| ----------------------------------------- | ----------------------------------------- | ----------------------------------------- |
| يونيو 6, 1807                             | يونيو 16, 1825                            | يونيو 27, 1843                            |
| 35                                        | 36                                        | 37                                        |
| يوليو 8, 1861                             | يوليو 19, 1879                            | يوليو 29, 1897                            |
| 38                                        | 39                                        | 40                                        |
| أغسطس 10, 1915 [الإنجليزية]               | أغسطس 21, 1933 [الإنجليزية]               | سبتمبر 1, 1951 [الإنجليزية]               |
| 41                                        | 42                                        | 43                                        |
| سبتمبر 11, 1969 [الإنجليزية]              | سبتمبر 23, 1987 [الإنجليزية]              | أكتوبر 3, 2005                            |
| 44                                        | 45                                        | 46                                        |
| أكتوبر 14, 2023                           | أكتوبر 25, 2041                           | نوفمبر 5, 2059                            |
| 47                                        | 48                                        |                                           |
| نوفمبر 15, 2077                           | نوفمبر 27, 2095 [الإنجليزية]              |                                           |

### دورة ميتونيك
تتكرر السلسلة ميتونيك كل 19 عامًا (6939.69 يومًا) ، وتستمر حوالي 5 دورات. يحدث الكسوف في نفس تاريخ التقويم تقريبًا. بالإضافة إلى ذلك ، تتكرر سلسلة أكتون الفرعية 1/5 من ذلك أو كل 3.8 سنوات (1387.94 يومًا). تحدث جميع الكسوفات في هذا الجدول عند العقدة الصاعدة للقمر.
| 21 من أحداث الكسوف بين 12 يونيو 2029 و 12 يونيو 2105 | 21 من أحداث الكسوف بين 12 يونيو 2029 و 12 يونيو 2105 | 21 من أحداث الكسوف بين 12 يونيو 2029 و 12 يونيو 2105 | 21 من أحداث الكسوف بين 12 يونيو 2029 و 12 يونيو 2105 | 21 من أحداث الكسوف بين 12 يونيو 2029 و 12 يونيو 2105 |
| 11-12 يونيو                                          | 30-31 مارس                                           | 16 يناير                                             | 4-5 نوفمبر                                           | من 23 إلى 24 أغسطس                                   |
| 118                                                  | 120                                                  | 122                                                  | 124                                                  | 126                                                  |
| ---------------------------------------------------- | ---------------------------------------------------- | ---------------------------------------------------- | ---------------------------------------------------- | ---------------------------------------------------- |
| </img> </br> 12 يونيو 2029                           | </img> </br> 30 مارس 2033                            | </img> </br> 16 يناير 2037                           | </img> </br> 4 نوفمبر 2040                           | </img> </br> 23 أغسطس 2044                           |
| 128                                                  | 130                                                  | 132                                                  | 134                                                  | 136                                                  |
| </img> </br> 11 يونيو 2048                           | </img> </br> 30 مارس 2052                            | </img> </br> 16 يناير 2056                           | </img> </br> 5 نوفمبر 2059                           | </img> </br> 24 أغسطس 2063                           |
| 138                                                  | 140                                                  | 142                                                  | 144                                                  | 146                                                  |
| </img> </br> 11 يونيو 2067                           | </img> </br> 31 مارس 2071                            | </img> </br> 16 يناير 2075                           | </img> </br> 4 نوفمبر 2078                           | </img> </br> 24 أغسطس 2082                           |
| 148                                                  | 150                                                  | 152                                                  | 154                                                  |                                                      |
| </img> </br> 11 يونيو 2086                           | </img> </br> 31 مارس 2090                            | </img> </br> 16 يناير 2094                           | </img> </br> 4 نوفمبر 2097                           |                                                      |

## روابط خارجية
- www.solar-eclipse.de - متوسط التغطية السحابية والمدن على طول مسار الكسوف
- رسومات ناسا
- http://eclipse.gsfc.nasa.gov/SEplot/SEplot2051/SE2059Nov05A. GIF